# Chad Kolarik
Chad Edward Kolarik, född 26 januari 1986 i Abington, Pennsylvania, är en amerikansk före detta professionell ishockeyspelare. Efter att ha blivit draftad 2004 av Phoenix Coyotes i den sjunde rundan som 199:e totalt, tillbringade han fyra säsonger med att spela universitetsishockey med Michigan. De efterföljande fem säsongerna försökte Kolarik slå sig in i NHL. Han fick dock mest spela i farmarklubbar i AHL, för San Antonio Rampage, Syracuse Crunch, Springfield Falcons, Connecticut Whale och Wilkes-Barre/Scranton Penguins. Totalt har han spelat sex NHL-matcher, varav två för Columbus Blue Jackets och fyra för New York Rangers.
Inför säsongen 2013/14 lämnade Kolarik Nordamerika för spel med Linköping HC i Svenska hockeyligan. I sin första SHL-säsong vann han seriens skytteliga med 30 mål på 53 matcher. Säsongen därpå inledde han med Linköping, men lämnade snart klubben för spel med Avangard Omsk i KHL. Därefter spelade han en säsong med Kloten Flyers i Nationalliga A, innan han skrev på för Adler Mannheim i DEL inför säsongen 2016/17. Efter tre säsonger i Tyskland lämnade han Mannheim för spel med EC Red Bull Salzburg i den österrikiska ishockeyligan. Han spelade en säsong i Österrike innan han avslutade sin karriär 2020.
Kolarik har i landslagssammanhang representerat USA, bland annat under OS i Pyeongchang 2018. 2004 spelade han U18-VM i Minsk, där USA tilldelades ett silver.

## Spelarkarriär

### Klubblagskarriär
Vid NHL Entry Draft 2004 valdes Kolarik i den sjunde rundan, som 199:e spelare totalt, av Phoenix Coyotes. Kolarik inledde sedan studier vid University of Michigan. Efter att ha avslutat sitt sista år med universitetslaget efter säsongen 2007-08, skrev Kolarik på ett treårigt entry level-kontrakt med Phoenix Coyotes den 13 april 2008. Han skickades därefter ned till Coyotes farmarlag San Antonio Rampage i AHL för att spela i Calder Cup-slutspelet. Han gjorde debut för klubben den 16 april 2008 och gjorde sedan hat trick i sin andra match, den 18 april. Därefter tillbringade han två säsonger med Rampage, utan att få speltid med Coyotes. Den 3 mars 2010 blev Kolarik bortbytt till Columbus Blue Jackets i utbyte mot Alexandre Picard. Han gjorde sin NHL-debut för Blue Jackets den 5 april 2010 mot St. Louis Blues. Han spelade endast två matcher för Columbus och tillbringade istället mer tid i farmarlaget Syracuse Crunch, där han på 17 matcher noterades för 15 poäng.
Säsongen 2010/11 inledde Kolarik med Blue Jackets nya farmarlag, Springfield Falcons. Den 11 november 2010 blev han bortbytt till New York Rangers mot Dane Byers. Han gjorde sin första NHL-poäng för Rangers med en assist på ett mål av Brandon Prust mot Carolina Hurricanes den 20 januari 2011. Det fanns spekulationer om att Kolarik skulle ta en plats i New York Rangers trupp under säsongen 2011/12, men han missade hela säsongen efter att ha slitit av korsbandet under försäsongen. Säsongen 2012/13 inledde Kolarik med Connecticut Whale och gjorde den 24 november 2012 sitt andra hat trick i AHL, då Norfolk Admirals besegrades med 2–5. Den 24 januari 2013 blev Kolarik bortbytt från Rangers till Pittsburgh Penguins i utbyte mot Benn Ferriero. Han avslutade säsongen med farmarklubben Wilkes-Barre/Scranton Penguins och gjorde sitt andra hat trick för säsongen den 14 april 2013 då St. John's IceCaps besegrades med 5–4.
Den 28 juni 2013 skrev Kolarik på ett tvåårskontrakt med Linköping HC. Han gjorde SHL-debut den 14 september 2013 och gjorde sitt första mål för Linköping en vecka senare, på Linus Fernström, när Frölunda HC besegrades med 6–3. Kolarik vann grundseriens skytteliga, efter att ha gjort 30 mål på 53 matcher, och tilldelades därmed Håkan Loob Trophy. Han var dessutom den utländska spelare i serien som gjorde flest poäng (48). Efter att ha inlett säsongen 2014/15 i Linköping, lämnade han laget den 16 oktober 2014 efter att ha uttryckt önskemål att söka sig till en ny klubb. Två dagar senare meddelade KHL-klubben Avangard Omsk att man skrivit ett ettårskontrakt med Kolarik. Den 23 oktober 2014 gjorde han debut i KHL, och den 29 oktober samma år gjorde han sitt första mål i ligan, på Stepan Goryachevskikh, då laget besegrade HK Jugra Chanty-Mansijsk med 4–1.
Inför säsongen 2015/16 skrev Kolarik på ett ettårsavtal med den schweiziska klubben Kloten Flyers i Nationalliga A. På 36 grundseriematcher noterades han för 27 poäng (15 mål, 12 assist). Han missade en del av säsongen på grund av en axelskada och var dessutom under en period petad från truppen.
Den 11 maj 2016 meddelade den tyska klubben Adler Mannheim i DEL att man skrivit ett tvåårsavtal med Kolarik. På 50 matcher noterades Kolarik för 41 poäng (25 mål och 16 assist) och vann lagets interna poäng- och skytteliga. I slutspelet slogs Mannheim ut i kvartsfinalserien mot Eisbären Berlin med 3-4 i matcher. Kolarik vann lagets interna poängliga även under slutspelet då han på sju matcher stod för nio poäng (tre mål, sex assist). Under sin andra säsong i klubben slutade Kolarik fyra i grundseriens totala poängliga då han stod för 46 poäng 47 matcher. Han vann för andra året i följd Mannheims interna poängliga. I början av februari 2018 förlängde Kolarik sitt avtal med Mannheim med ytterligare ett år. Säsongen 2018/19 vann Kolarik för tredje året i följd Mannheims interna poäng- och skytteliga med 48 poäng på 46 grundseriematcher (21 mål). Efter att laget vunnit grundserien slog man ut Thomas Sabo Ice Tigers (4–1) och Kölner Haie (4–0) i kvarts-, respektive semifinal. I finalserien besegrades EHC Red Bull München med 4–1 i matcher. På 14 slutspelsmatcher stod Kolarik för elva poäng, vilket gav honom en åttonde plats i slutspelets poängliga.
Den 1 maj 2019 meddelades det att Kolarik lämnat Mannheim för spel med EC Red Bull Salzburg i den österrikiska ishockeyligan. Han kom på andra plats i lagets interna poängliga i grundserien med 43 poäng på 48 matcher. I början av juli 2020 meddelades det att Kolarik valt att avsluta sin karriär som ishockeyspelare.

### Landslagskarriär
Kolarik var uttagen till USA:s trupp till U18-VM 2004, som avgjordes i Minsk, Vitryssland. USA var obesegrade efter gruppspelet och tog sig till slut till final. Väl där förlorade man dock mot Ryssland med 3–2. Kolarik stod totalt för fyra poäng på sex matcher.
2013 blev Kolarik uttagen till USA:s A-landslag för att spela Deutschland Cup.  Han gjorde A-landslagsdebut i turneringens öppningsmatch, mot Slovakien, den 8 november samma år. Dagen därpå gjorde han sin första poäng då han assisterade till ett av målen i USA:s 5–4-seger mot Schweiz. Den 10 november, i den avslutande matchen mot hemmanationen Tyskland, gjorde Kolarik sitt första A-landslagsmål och noterades dessutom för två assistpoäng då laget vann med 7–4. USA vann därmed turneringen och på dessa tre matcher stod Kolarik för fyra poäng (ett mål, tre assist).
Den 1 januari 2018 meddelades det att Kolarik blivit uttagen att representera USA vid OS i Pyeongchang. USA tvingades spela åttondelsfinal mot Slovakien sedan man förlorat mot Slovenien och OAR i gruppspelet. Kolarik fick dock begränsat med speltid i gruppspelet och var sedan petad i slutspelet. I åttondelsfinalen besegrades Slovakien med 5–1, men därefter föll USA efter straffläggning mot Tjeckien, med 3–2 i kvartsfinalen. Kolarik noterades inte för några poäng på de två matcher han spelade.

## Spelarstatistik

### Klubbkarriär
| 2002–03    | NTDP                           | NAHL       | 44  | 16 | 22  | 38  | 43  | —  | —  | —  | —  | —  |
| 2003–04    | NTDP                           | NAHL       | 10  | 3  | 4   | 7   | 4   | —  | —  | —  | —  | —  |
| 2004–05    | University of Michigan         | CCHA       | 42  | 18 | 17  | 35  | 53  | —  | —  | —  | —  | —  |
| 2005–06    | University of Michigan         | CCHA       | 41  | 12 | 26  | 38  | 30  | —  | —  | —  | —  | —  |
| 2006–07    | University of Michigan         | CCHA       | 41  | 18 | 27  | 45  | 24  | —  | —  | —  | —  | —  |
| 2007–08    | University of Michigan         | CCHA       | 39  | 30 | 26  | 56  | 24  | —  | —  | —  | —  | —  |
| 2007–08    | San Antonio Rampage            | AHL        | —   | —  | —   | —   | —   | 7  | 4  | 2  | 6  | 0  |
| 2008–09    | San Antonio Rampage            | AHL        | 76  | 20 | 30  | 50  | 47  | —  | —  | —  | —  | —  |
| 2009–10    | San Antonio Rampage            | AHL        | 59  | 17 | 18  | 35  | 41  | —  | —  | —  | —  | —  |
| 2009–10    | Syracuse Crunch                | AHL        | 17  | 9  | 6   | 15  | 14  | —  | —  | —  | —  | —  |
| 2009–10    | Columbus Blue Jackets          | NHL        | 2   | 0  | 0   | 0   | 0   | —  | —  | —  | —  | —  |
| 2010–11    | Springfield Falcons            | AHL        | 13  | 4  | 6   | 10  | 18  | —  | —  | —  | —  | —  |
| 2010–11    | Connecticut Whale              | AHL        | 36  | 17 | 14  | 31  | 36  | 3  | 3  | 2  | 5  | 0  |
| 2010–11    | New York Rangers               | NHL        | 4   | 0  | 1   | 1   | 2   | —  | —  | —  | —  | —  |
| 2012–13    | Connecticut Whale              | AHL        | 41  | 16 | 19  | 35  | 38  | —  | —  | —  | —  | —  |
| 2012–13    | Wilkes-Barre/Scranton Penguins | AHL        | 35  | 15 | 18  | 33  | 17  | 15 | 5  | 6  | 11 | 17 |
| 2013–14    | Linköping HC                   | SHL        | 53  | 30 | 18  | 48  | 64  | 14 | 6  | 4  | 10 | 16 |
| 2014–15    | Linköping HC                   | SHL        | 11  | 4  | 3   | 7   | 4   | —  | —  | —  | —  | —  |
| 2014–15    | Avangard Omsk                  | KHL        | 29  | 7  | 9   | 16  | 10  | 12 | 4  | 4  | 8  | 8  |
| 2015–16    | Kloten Flyers                  | NLA        | 36  | 15 | 12  | 27  | 14  | 2  | 1  | 0  | 1  | 0  |
| 2016–17    | Adler Mannheim                 | DEL        | 50  | 25 | 16  | 41  | 38  | 7  | 3  | 6  | 9  | 2  |
| 2017–18    | Adler Mannheim                 | DEL        | 47  | 23 | 23  | 46  | 14  | 10 | 0  | 8  | 8  | 8  |
| 2018–19    | Adler Mannheim                 | DEL        | 46  | 21 | 27  | 48  | 6   | 14 | 3  | 8  | 11 | 8  |
| 2019–20    | EC Red Bull Salzburg           | EBEL       | 48  | 20 | 23  | 43  | 16  | 3  | 1  | 3  | 4  | 0  |
| AHL totalt | AHL totalt                     | AHL totalt | 277 | 98 | 111 | 209 | 211 | 25 | 12 | 10 | 22 | 17 |
| DEL totalt | DEL totalt                     | DEL totalt | 143 | 69 | 63  | 132 | 58  | 31 | 6  | 22 | 28 | 18 |
| NHL totalt | NHL totalt                     | NHL totalt | 6   | 0  | 1   | 1   | 2   | —  | —  | —  | —  | —  |

### Internationellt
| År            | Lag           | Turnering     | Matcher | Mål | Assists | Poäng | Utv. |
| ------------- | ------------- | ------------- | ------- | --- | ------- | ----- | ---- |
| 2004          | USA           | U18-VM        | 6       | 1   | 3       | 4     | 2    |
| 2018          | USA           | OS            | 2       | 0   | 0       | 0     | 0    |
| Junior totalt | Junior totalt | Junior totalt | 6       | 1   | 3       | 4     | 2    |
| Senior totalt | Senior totalt | Senior totalt | 2       | 0   | 0       | 0     | 0    |